# Украина — Становление нации
«Украина — Становление нации» (пол. Ukraina: Narodziny narodu; англ. Ukraine — The Birth of a Nation) — 4-серийный документальный фильм, снятый польским кинорежиссёром Ежи Гофманом на киностудии «Зодиак» (Польша) и представленный на Украине в 2008 году.
На создание фильма Ежи Гофмана вдохновила книга бывшего Президента Украины Леонида Кучмы «Украина — не Россия». «Меня удивила фраза, которую Леонид Кучма внёс в заголовок. Даже я, выросший в России, в Сибири, в империи, где Украину как самостоятельную единицу никто никогда не рассматривал, всегда имел естественное осознание того, что ваша страна — не Россия», — сказал Ежи Гофман.

## О фильме
Фильм описывает исторический период Украины от Крещения Руси и походов на Византию, восстаний Богдана Хмельницкого до событий 2004—2007 годов. По замыслу режиссера задача ленты — провокация для молодежи, импульс к изучению истории Украины и поискам истины.
В основу фильма положены видео и аудиоматериалы, множество иллюстраций и архивных документов, которые Ежи Гофман собирал лично.
Фильм сопровождают комментарии самого автора. Есть также видео опрос среди украинцев разных регионов в начале 1-й части фильма «От Руси к Украине».

## Список серий
1. От Руси к Украине (англ. From Rus to Ukraine)
2. Украина или Малороссия (англ. Ukraine or Little Russia)
3. Навеки вместе (англ. Together Forever)
4. Независимость (англ. Independence)

## Отзывы о фильме
После презентации фильма в Одессе профессор Одесского национального политехнического университета, заведующий кафедрой истории и этнографии Григорий Гончарук заявил журналистам, что за такой «блестящий фильм об Украине», как «Украина — Становление нации» Ежи Гофман, заслуживает званий: Герой Украины и Почётный гражданин Одессы.